# Portschach Challenger 1997
Il Portschach Challenger 1997 è stato un torneo di tennis facente parte della categoria ATP Challenger Series nell'ambito dell'ATP Challenger Series 1997. Il torneo si è giocato a Portschach in Austria dal 14 al 20 luglio 1997 su campi in terra rossa.

## Vincitori

### Singolare
Christophe Van Garsse ha battuto in finale  Jean-Baptiste Perlant con il punteggio di 7–5, 6–1

### Doppio
Jaymon Crabb /  Mikael Stadling hanno battuto in finale  Dejan Petrović /  Grant Silcock con il punteggio di 7–5, 6–3